# 13 décembre 1950
Le mercredi 13 décembre 1950 est le 347e jour de l'année 1950.

## Naissances
- Afemo Omilami, acteur américain
- Armand Jung (mort le 31 juillet 2019), homme politique français
- Didier Savard (mort le 4 juillet 2016), dessinateur et scénariste de bandes dessinées
- Don Dixon, musicien américain
- Israël Nisand, gynécologue obstétricien français
- Jean-François Géraud, historien français
- Jonathan Leslie, joueur de squash anglais
- Julia Slingo, météorologue britannique
- Linda Bellos, personnalité politique britannique
- Luisa Fernanda Rudi, personnalité politique espagnole
- Rock Wamytan, homme politique et chef coutumier kanak indépendantiste de Nouvelle-Calédonie
- Roland Pétrissans, joueur français de rugby à XV
- Ruth Richardson, femme politique néo-zélandaise
- Tom Vilsack, homme politique américain
- Wendie Malick, actrice américaine

## Décès
- Abraham Wald (né le 31 octobre 1902), mathématicien hongrois

## Événements
- Sortie du film d'animation Jeannot l'intrépide
- Fin de la bataille du réservoir de Chosin